# فيليبي باستيل
فيليبي باستيل (بالبرتغالية: Filipe Pastel) هو لاعب كرة قدم برتغالي في مركز الوسط، ولد في 10 فبراير 1982. شارك مع منتخب البرتغال تحت 18 سنة لكرة القدم. أما مع النوادي، فقد لعب مع إمباكت مونتريال ونادي إيرميس أراديبو ونادي فاماليساو ونادي فيزيلا ونادي فييرينسي.

## وصلات خارجية
- فيليبي باستيل على موقع قاعدة بيانات كرة القدم.إي يو (الإنجليزية)
- فيليبي باستيل على موقع Soccerway.com (الإنجليزية)